# Myrmarachne marshalli
Myrmarachne marshalli  (лат.) — вид аранеоморфных пауков из подсемейства Myrmarachninae семейства пауков-скакунов (Salticidae). Африка (Ангола, Ботсвана, Зимбабве, Гвинея, Кения, Конго, Нигерия, Танзания, ЮАР) и Азия (Шри-Ланка). Длина около 4—7 мм. Моделями для подражания (мирмекоморфия) служат некоторые виды муравьёв рода кампонотус. Близок к видам Myrmarachne tristis и Myrmarachne legon.